# Wieland Schinnenburg

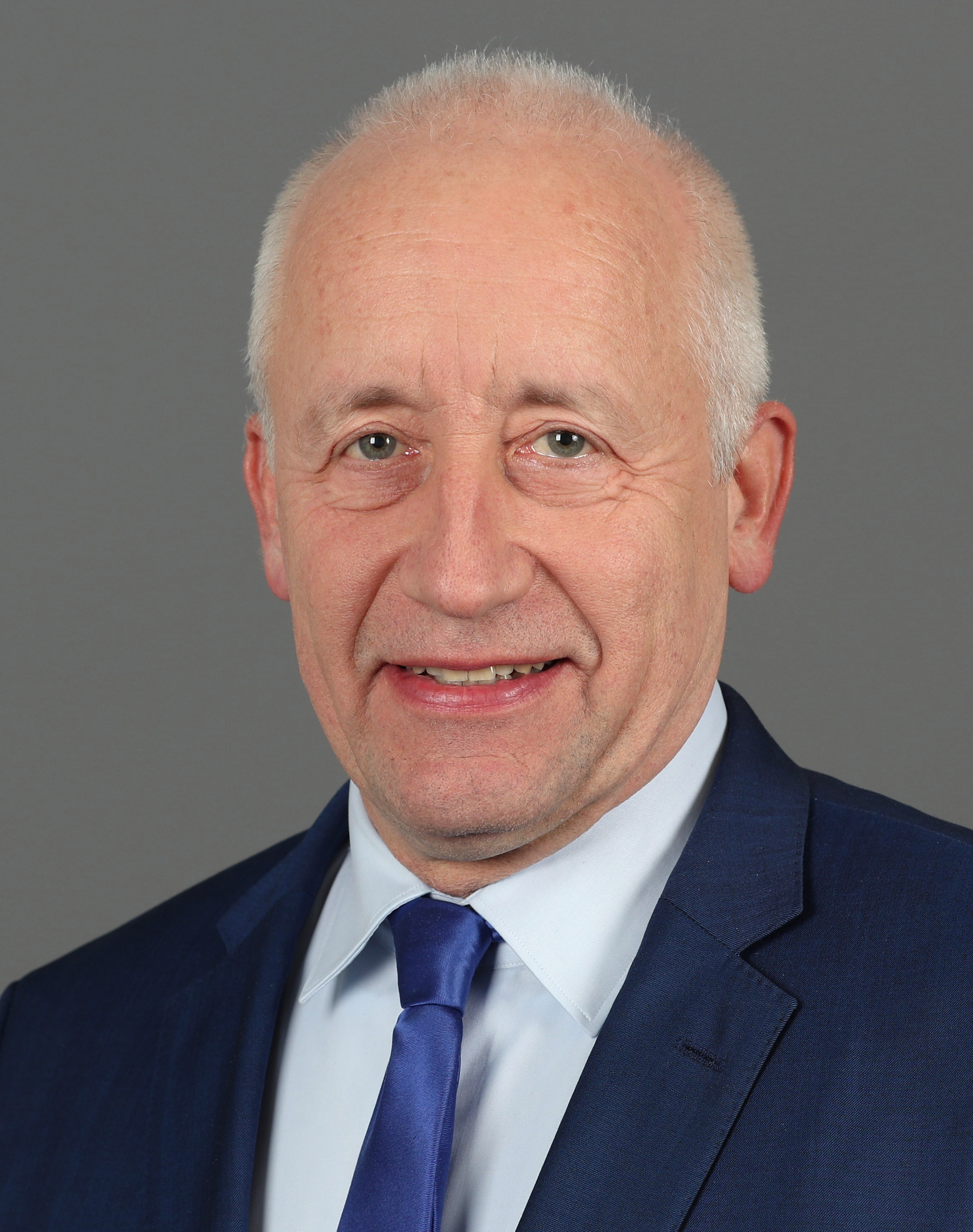
Wieland Schinnenburg (2020)

Wieland Albert Wilhelm Schinnenburg (* 12. November 1958 in Norden) ist ein deutscher Politiker (FDP), Zahnarzt und Rechtsanwalt. Er war Landesvorsitzender der FDP Hamburg und gehörte von 2001 bis 2004 und von 2011 bis 2017 der Hamburgischen Bürgerschaft an. Von 2017 bis 2021 war er Mitglied des Deutschen Bundestages.

## Leben
Wieland Schinnenburg studierte von 1978 bis 1984 Zahnmedizin an der Medizinischen Hochschule Hannover und der Westfälischen Wilhelms-Universität in Münster. Nach seinem Staatsexamen wurde er 1985 als Zahnmediziner promoviert und arbeitete von 1984 bis 1987 als angestellter Zahnarzt. Von 1987 bis zu seiner Wahl in den Deutschen Bundestag 2017 betrieb er seine eigene Praxis in Oststeinbek bei Hamburg.
Neben seiner Zahnarzttätigkeit begann er 1989 an der Universität Hamburg ein Studium der Rechtswissenschaften, das er 1994 mit dem Ersten Staatsexamen abschloss; 1997 folgte das Zweite Staatsexamen am Oberlandesgericht Celle. Während seines Studiums absolvierte er Studienaufenthalte und Praktika in Port-au-Prince, Los Angeles, Chiang Mei, Jerusalem und Washington, D.C. 1998 eröffnete Schinnenburg neben seiner Zahnarztpraxis eine Rechtsanwaltskanzlei. Seit 2006 ist Schinnenburg Fachanwalt für Medizinrecht und seit 2007 Mediator. Er hat drei Kinder.
Seit März 2023 moderiert Schinnenburg die Interviewsendung Veto auf Massengeschmack-TV als Nachfolger von Holger Kreymeier.

## Politik
Schinnenburg trat 1981 in die FDP ein. Von 1981 bis 1983 war er Mitglied des Bundesvorstandes der Jungen Liberalen und von 1987 bis 1989 Mitglied im Landesvorstand der Hamburger FDP.
Von 2001 bis 2004 gehörte Schinnenburg der Hamburgischen Bürgerschaft an und war dort stellvertretender Vorsitzender der FDP-Fraktion. Von 2006 bis 2007 war er  als Nachfolger von Leif Schrader Landesvorsitzender der Hamburger FDP. 2007 wählte ihn die Hamburger FDP zum Spitzenkandidaten für die Bürgerschaftswahl 2008, Schinnenburg legte aber einen Monat später alle Ämter nieder. Als Begründung gab er „mangelnde Unterstützung in der Führungsebene“ an. Sein Nachfolger im Amt des Vorsitzendes des Landesvorstandes wurde Hinnerk Fock. Als die FDP nach der Bürgerschaftswahl 2011 erstmals seit 2004 wieder in das Parlament einziehen konnte, wurde Schinnenburg Vizepräsident. Bei der Bürgerschaftswahl 2015 erlangte Schinnenburg erneut ein Mandat.
Bei der Bundestagswahl 2017 wurde Schinnenburg neben Katja Suding über die Hamburger Landesliste der FDP in den 19. Deutschen Bundestag gewählt und legte sein Bürgerschaftsmandat nieder; für ihn rückte Ewald Aukes nach. Im Bundestag trug er das Amt eines Schriftführers und war ordentliches Mitglied im Ausschuss für Gesundheit, stellvertretendes Mitglied im Rechtsausschuss, Wahlausschuss, Unterausschuss Europarecht und stellvertretender Vorsitzender der deutsch-koreanischen Parlamentariergruppe. Für die FDP-Fraktion war er der Sprecher für Drogen- und Suchtpolitik sowie zuständig für Psychotherapie, Heil- und Hilfsmittel, Prävention, Verhütungsmittel, HIV und Europarecht.
Bei seinem Versuch, erneut einen aussichtsreichen Listenplatz auf der Hamburger Landesliste für die Bundestagswahl 2021 zu erreichen, scheiterte er an Michael Kruse (Platz 1) und Ria Schröder (Platz 2). Seinen letzte Redebeitrag vor dem Deutschen Bundestag leistete er am 24. Juni 2021 um 22.20 Uhr in einer Stellungnahme über die umstrittene Gesetzesänderung zum Stiftungsrecht, die wenige Tage zuvor um eine Änderung des Infektionsschutzgesetzes erweitert wurde. Nach seinem Ausscheiden aus dem Bundestag rückte er im Oktober 2021 in die Bezirksversammlung Hamburg-Nord nach. 2024 kandidierte er nicht erneut und schied aus der Bezirksversammlung aus.